# Mautby
Mautby is een civil parish in het bestuurlijke gebied Great Yarmouth, in het Engelse graafschap Norfolk met 383 inwoners.